# Wojciech Theiner
Wojciech Theiner (ur. 25 czerwca 1986 w Rudzie Śląskiej) – polski lekkoatleta, skoczek wzwyż.

## Kariera sportowa
Srebrny medalista mistrzostw Europy juniorów w lekkoatletyce (Kowno 2005). Piąty zawodnik mistrzostw świata juniorów młodszych (Sherbrooke 2003). Uczestnik Halowych Mistrzostw Świata (2006 Moskwa), gdzie odpadł w eliminacjach. Medalista mistrzostw Polski w różnych kategoriach wiekowych, w tym mistrz kraju seniorów na stadionie (2010) oraz w hali (2011 i 2014). Wicemistrz uniwersjady (2011). W 2014 zajął 10. miejsce na mistrzostwach Europy w Zurychu.
Członek grupy lekkoatletycznej Silesiathletics.

## Rekordy życiowe
- skok wzwyż (stadion) – 2,32 m (2 lipca 2014, Katowice) – 7. wynik w historii polskiej lekkoatletyki[2]
- skok wzwyż (hala) – 2,28 m (2006)
- skok w dal – 7,45 m (2005)